# Markgrevskabet Brandenburg
Markgrevskabet Brandenburg (også blot: Mark Brandenburg) er et tidligere rigsumiddelbart territorium og markgrevskab i det Tysk-romerske rige og et historisk landskab i nutidens nordøstlige Tyskland og vestlige Polen.
Brandenburg blev grundlagt som markgrevskab i 1157 i et område, hvor Nordmark var etableret i et territorium, der var beboet af de slaviske vendere. I den Gyldne Bulle i 1356 blev markgreverne tildelt den prestigefyldte værdighed som kurfyrste, der gav dem ret til at deltage i valget af den tysk romerske kejser. Markgrevskabet Brandenburg blev herefter også i daglig tale kendt som Kurbrandenburg eller Kurfyrstendømmet Brandenburg.
Fra 1415 blev markgrevskabet regeret af Huset Hohenzollern. I 1618 indgik Brandenburg i personalunion med Hertugdømmet Preussen. I 1701 blev det en del af det nyoprettede Kongerige Preussen, der i løbet af 1700-tallet blev en af de ledende tyske stater. Med opløsningen af det Tysk-romerske rige i 1806 ophørte markgrevskabet Brandenburg og blev afløst af den preussiske provins Brandenburg i 1815.
Geografisk omfattede Mark Brandenburg nutidens forbundsland Brandenburg, Berlin og nordlige Sachsen-Anhalt gennem området Altmark og næsten hele dagens voivodskab Lubuskie og en lille del af voivodskabet Pomorskie udgjorde området Neumark. Navnet Mark Brandenburg bruges i dag stadig i daglig tale om den tyske delstat Brandenburg, selv om dennes territorium strengt taget ikke er sammenfaldende med det historiske Mark Brandenburg.

## Overfladeforhold
Den nordlige del gennemstryges af en del af den nordtyske landryg, der er rig på søer, gennembrydes af Oder og når sin største højde, 125 m, ved Pritzwalk nær Mecklenburgs grænse. Et andet højdedrag gennemstryger den sydlige del af Brandenburg under navnene Lausitzer Grenzwall og Fläming; det højeste punkt er Rückenberg (229 m) ved Sorau i det sydøstlige hjørne af provinsen. Mellem disse to højdedrag ligger lavere plateauer og store mosestrækninger. Jordbunden består hovedsagelig af istidsaflejringer og alluviale dannelser; tertiære dannelser med brunkul findes omkring Oders dal. Provinsen gennemstrømmes af Oder, der optager Warthe og flere andre bifloder og begrænses delvis mod vest af Elben, der optager Havel med bifloden Spree. Provinsen har et forholdsvis stort antal søer (over 600), men de er alle små.
Talrige kanaler letter samfærdselen, især Finow-kanalen og Oder-Spree-kanalen, der forbinder Elbens og Oders vandområder, samt Hohenzollern-skibsfartskanalen, der forbinder Berlin med Stettin og Østersøen.

## Klima
Klimaet er ret sundt, men med stor forskel på sommer- og vinter-temperaturer. og hyppig blæst.
Regnmængden er 50-60 cm årlig.

## Historie
I de første århundreder af vor tidsregning var det nuværende Brandenburg befolket af de germanske senoner, der dog under folkevandringstiden blev fortrængt af slaviske (vendiske) folkeslag, som Frankerrigets hersker Karl den Store forgæves søgte at undertvinge. Den østfrankiske konge Henrik Fuglefænger gjorde en del af landet skatskyldig, og markgreve Gero af den sachsiske Østmark fortsatte erobringen. Kejser Otto 1. grundlagde to bispedømmer, Havelberg i 946 og Brandenburg i 948. Allerede under Kejser Otto 2. forjog venderne dog de tyske herrer og bevarede deres uafhængighed i 150 år, indtil Kejser Lothar i 1134 gav det såkaldte "Nordmark" i len til Albrekt Bjørnen af fyrsteslægten Askanien. Denne erobrede Priegnitz samt landene ved Spree og Havel, kaldte sig markgreve af Brandenburg, byggede borge og klostre og indkaldte tyske kolonister. Under hans efterfølgere skred landets fortyskning fremad: venderne blev udryddede eller gjort livegne, stæderne Berlin, Frankfurt an der Oder og andre voksede frem, grænsen udvidedes ved erobring og køb, og Brandenburg vandt lenshøjhed over Pommern. 1320 uddøde det askaniske hus, og efter 3 års interregnum gav Kejser Ludvig 4. Brandenburg til sin søn Ludvig fra Huset Wittelbach. Under Huset Wittelsbach (1323-1373) og Huset Luxembourg (1373-1415) led Brandenburg meget under slet regering, opstande og røveruvæsen: landbrug, handel og samfærdsel gik tilbage. I 1356 blev Brandenburg ophøjet til kurfyrstendømme.
Frederik af Hohenzollern, borggreven af Nürnberg, der 1411 blev sat til regent over Brandenburg og 1415 blev kurfyrste af Brandenburg, bragte ordnede tilstande tilveje i landet; han er stamfader til det preussiske kongehus. Ved hans død 1440 deltes hans lande mellem hans fire sønner, men samledes atter under en af dem, Albrecht, der på grund af sin krigerdygtighed kaldtes den tyske Achilles. Kurfyrst Joachim 2. gik 1539 over til lutheranismen, men Brandenburg holdt sig forsigtigt uden for religionskrigene. Johan Sigismunds regeringstid (1608-1619) var af stor politisk betydning, idet han som følge af den jülichske arvefølgestrid fik Kleve, Ravensberg og Ravenstein 1614 og 1618 erhvervede det polske len Østpreussen.
Georg Vilhelm (1619-1640) søgte forgæves at holde sig neutral under 30-årskrigen, og hans land blev ødelagt først af de kejserlige og siden af de svenske hære. Hans søn Frederik Vilhelm, »den store kurfyrste« (1640-1688) bragte atter landet på fode, reformerede skattevæsenet, reorganiserede administrationen, begunstigede industri og handel og skabte en stående hær. Ved den westfalske fred 1648 erhvervede han Forpommern samt bispedømmerne Halberstadt, Minden og Magdeburg, og ved klog udnyttelse af krigen mellem Sverige og Polen frigjorde han sig for Polens lenshøjhed over Østpreussen. Under hans søn og efterfølger, kurfyrste Frederik 3., forvandledes Brandenburg til Kongeriget Preussen. Ved forvaltningens omordning 1815 blev Brandenburg en provins af Preussen; dog blev Altmark, på venstre Elbbred, forenet med provinsen Sachsen, hvor imod en del af det tidligere kongerige Sachsen (Nieder-Lausitz) lagdes til Brandenburg.

## Hansestæder
Følgende hansestæder hørte under markgreven af Brandenburgs område:
1. Berlin
2. Brandenburg
3. Gardelegen
4. Havelberg
5. Kyritz
6. Perleberg
7. Salzwedel
8. Seehausen
9. Tangemünde